# Vilija Aleknaitė-Abramikienė
Vilija Aleknaitė-Abramikienė (ur. 4 maja 1957 w Taurogach) – litewska polityk i muzykolog, posłanka na Sejm.

## Życiorys
Ukończyła w 1975 szkołę artystyczną im. Mikalojusa Čiurlionisa. Do 1980 studiowała następnie w Konserwatorium Litewskim. Pracowała jako pianistka oraz koncertmistrz. Była także krytykiem muzycznym i wykładowcą w Litewskim Konserwatorium, gdzie współpracowała z Vytautasem Landsbergisem. W 1988 zaangażowała się w działalność niepodległościowego ruchu Sąjūdis, zakładała jego struktury w swoim miejscu pracy. W 1991 znalazła się wśród intelektualistów-sygnatariuszy tzw. karty obywatelskiej.
W 1992 uzyskała mandat posła na Sejm litewski z listy koalicji Sąjūdisu. Rok później była wśród założycieli centroprawicowego Związku Ojczyzny. Skutecznie ubiegała się o reelekcję w 1996. W 2000 nie dostała się do parlamentu, pracowała w Departamencie Mniejszości Narodowych i Wychodźstwa przy rządzie Litwy. Dopiero w 2004 przez parę miesięcy zasiadała w Sejmie ówczesnej kadencji, zastępując Kęstutisa Masiulisa. W tym samym roku została wybrana na kolejną pełną kadencję parlamentu. W wyborach w 2008 odnowiła mandat deputowanej, wygrywając w okręgu jednomandatowym. W 2012 została wybrana do parlamentu z listy partyjnej. W Sejmie zasiadała do 2016, gdy nie została ponownie wybrana. Powróciła jednak do parlamentu w trakcie kadencji w 2019. W 2020 utrzymała mandat na kolejną kadencję. Nie uzyskała reelekcji w 2024.